# Emménagogue
On appelle emménagogues des plantes médicinales qui stimulent le flux sanguin dans la région pelvienne et l'utérus et peuvent traiter la dysménorrhée ou l'aménorrhée. Des plantes telles l'achillée millefeuille (Achillea millefolium), l'absinthe (Artemisia absinthium), l'armoise commune (Artemisia vulgaris), le persil (Petroselinum crispum), l'angélique (Angelica archangelica), la muscade (Myristica fragrans) et le gingembre (Zingiber) ont été utilisées par des femmes pour stimuler l'apparition des règles. L'achillée millefeuille est aussi utilisée contre les règles irrégulières.